# Ktheju tokës
Ktheju tokës (Albanisch, ungefähre Bedeutung im Deutschen: „Ins Land zurückkehren“, „Kehre ins Land zurück“) ist ein albanischsprachiger Popsong von Eriona Rushiti. Er wurde von der albanischen Sängerin Jonida Maliqi interpretiert und ist der Siegertitel des 57. Festivali i Këngës. Dies ist außerdem der albanische Beitrag zum Eurovision Song Contest 2019 in Tel Aviv.

## Festivali i Këngës und Hintergründe
Albanien nimmt seit 2004 am Eurovision Song Contest teil und hat bislang seine Beiträge stets über das Festivali i Këngës ausgewählt, wovon lediglich 2015 eine Ausnahme gemacht wurde. Am 17. Oktober 2018 wurde die Teilnehmerliste für die 57. Ausgabe des Festivals bekannt gegeben. Jonida Maliqi nahm somit zum zehnten Mal am Festival teil, ohne es vorher gewonnen zu haben.
Am ersten Abend, dem 20. Dezember wurden alle Wettbewerbsbeiträge vom RTSH Sinfonieorchester begleitet. Maliqi trat hierbei als neunte von 22 Teilnehmern auf.
Am darauffolgenden Abend wurden die Beiträge in einer Version präsentiert, die möglichst nah an der Performance beim ESC liegen sollte. Die Musik wurde hierbei vom Band eingespielt, außerdem wurde Maliqi auf der Bühne von Tänzerinnen begleitet. Hierbei trat sie als erste der 22 Teilnehmer auf.
Vor dem Finale am 22. Dezember wählte die Jury 14 Teilnehmer aus, die die Endrunde erreichten. Jonida Maliqi und ihr Song qualifizierten sich hierbei für das Finale. Dort wurden alle Beiträge wieder in Begleitung des Orchesters vorgestellt, „Ktheju tokës“ wurde als fünfter von 14 Auftritten dargeboten. Maliqi konnte die meisten Punkte der Jurys auf sich vereinigen und gewann den Wettbewerb mit 228 Punkten vor Lidia Lufi und Eranda Libohova.

## Beim Eurovision Song Contest

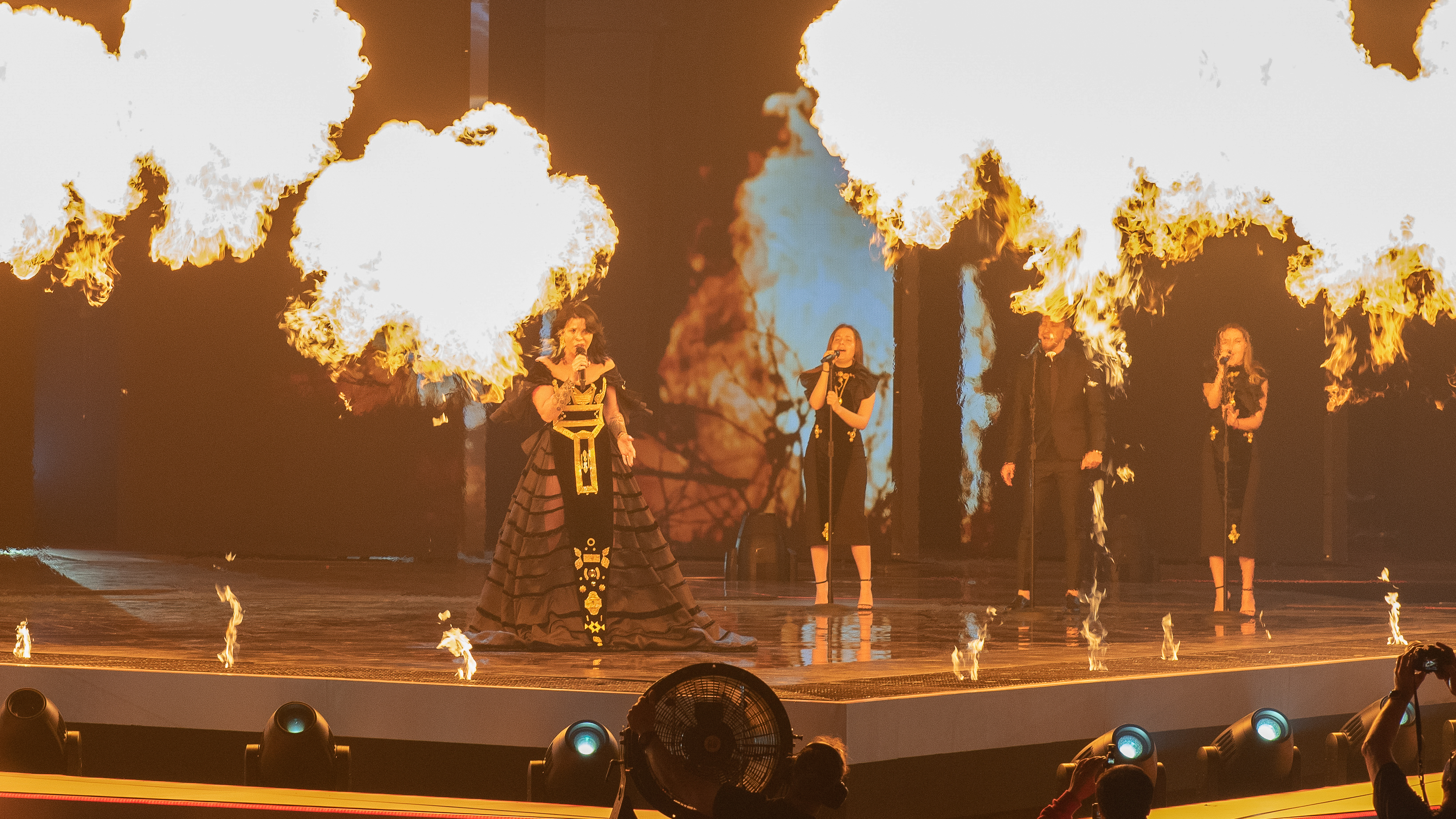
Maliqi beim Eurovision Song Contest

Maliqi trat mit ihrem Lied im zweiten Halbfinale des Eurovision Song Contest 2019 an. Der Beitrag wurde an 14. Stelle aufgeführt, nach Scream aus Russland und vor Spirit in the Sky aus Norwegen. Sie konnte sich mit dem neunten Platz für das Finale qualifizieren. Dort erhielt sie die Startnummer 2 zwischen Chameleon und Friend of a Friend. Während der Punktevergabe erhielt der albanische Beitrag 47 Punkte aus der Telefonabstimmung und 43 Punkte von den Jurys. Daraus resultierte der 17. Platz.

## Inhaltliches
Die Autorin des Liedes, Rushiti, beschreibt Ktheju tokës als ein in allen Komponenten albanisches Lied, angefangen von Text, Gesangstechnik, Melodik bis hin zum Arrangement. Der Song handelt inhaltlich von den Schwierigkeiten, die die Auswanderung aus seinem Heimatland mit sich bringt und fordert auf, in sein Heimatland zurückzukehren, vergleichbar mit der Rückkehr tausender Kosovaren nach dem Kosovokrieg. Außerdem, so Rushiti, handele der Song von der Besinnung auf die eigenen Wurzeln. Sie hat sich dafür entschieden, das Lied in albanischer Sprache beizubehalten, um dessen Originalität zu bewahren. Der Aufruf an Albaner in der Welt, in ihr Land zurückzukehren, könne in keiner anderen Sprache erfolgen.
Jonida Maliqi beschreibt, dass sie sich sehr mit dem Lied verbunden fühle, da ihre Schwester nach Zypern ausgewandert ist und es in fast jeder albanischen Familie jemanden gebe, der im Ausland lebt.
Laut Rushiti werden in dem Lied ethnische, folkloristische und symphonische Stile vermischt, außerdem enthalte es Elemente aus RnB sowie Trap. Die Melodie ist eine Kombination aus äolischen und harmonischen Modi in Moll. Die Perkussion ist ein in Nord- und Südalbanien übliche Rhythmik. Die leicht gekürzte Fassung für den Eurovision Song Contest wurde in Schweden abgemischt und enthält mehr ethnische Einflüsse sowie eine stärkere Orchestrierung im Refrain. Das Arrangement stammt von Enis Mullaj.

## Veröffentlichung
Das Lied wurde im Vorfeld des Festivali i Këngës samt den anderen Teilnehmern am 10. Dezember 2018 auf YouTube veröffentlicht. Am 8. März 2019 erfolgte die Veröffentlichung der ESC-Version samt Musikvideo. Es wurde unter der Leitung von Genc Gjineci und Andi Kotri gedreht. Kameramann war Shpëtim Baca. Einen Monat später, am 19. April 2019 wurde der Titel mit den anderen Beiträgen des 57. Festivali i Këngës auf einem Sampler namens „Fest 57“ veröffentlicht. Außerdem erschien die ursprüngliche Festival-Fassung ebenfalls als Single.
| Beteiligung   | FiK-Version                                         | ESC-Version                                           |
| ------------- | --------------------------------------------------- | ----------------------------------------------------- |
| Produzent     | Sokol Marsi                                         | Sokol Marsi                                           |
| Autorin       | Eriona Rushiti                                      | Eriona Rushiti                                        |
| Mastering     | Sokol Marsi                                         | Andrew Walter                                         |
| Abmischung    | Sokol Marsi                                         | Thomas Juth                                           |
| Gesang        | Jonida Maliqi                                       | Jonida Maliqi                                         |
| Begleitgesang | Ambra Devolli Bledi Polena Marina Kurti Xhoni Jesku | Artemisa Mithi Bledi Polena Tahir Gjoci Uendi Mancaku |
| Bassgitarre   | Hektor Duri                                         | Tahir Gjoci                                           |
| Schlagzeug    | Eldi Smaja                                          | Eldi Smaja                                            |
| Gitarre       | Sokol Keci                                          | keine Angabe                                          |
| Keyboard      | Delar Turku                                         | keine Angabe                                          |
| Klavier       | Elton Deda                                          | Enis Mullaj                                           |
| E-Gitarre     | keine Angabe                                        | Tahir Gjoci                                           |

## Rezeption
Die britische Zeitung Metro schreibt, dass Ktheju tokës seltsamerweise anziehend auf den Hörer wirke, selbst wenn er die Sprache nicht versteht. Der Titel habe die Chance, auf die linke Seite der Tabellenhälfte zu rücken. Obwohl er traditionell geprägt sei, wirke er nicht befremdlich auf nicht-albanischsprachige Hörer. Laut des Fanblogs Wiwibloggs habe der Titel alles, was eine Balkanballade ausmache: verführerisch, geheimnisvoll, ethnisch und voller Emotionen. Allerdings fehle es ihm an einer Hook, an der man sich festhalten könne. Obwohl das Lied auf den ersten Blick nur bis zu den Grenzen der albanischen Diaspora reiche, gingen die Stärke und die Emotionen viel weiter. In Bezug auf die fehlende Hook äußerte sich ESCXtra ähnlich.
Imre Grimm des RedaktionsNetzwerk Deutschland schreibt, der Titel klingt wie eine „Kampfsportarie, die außerhalb des traditionellen Kulturkreises auf wenig Akzeptanz stoßen wird“. Die Süddeutsche Zeitung lobt den experimentellen Beginn und schreibt: „Da ist durchaus Atmosphäre vorhanden, es klingt eigen und vielleicht sogar in albanischer Tradition verwurzelt.“ Der Refrain klinge jedoch so, „als würde man ein ganzes Glas Nutella auf Sushi streichen“ Felix Bayer des Spiegel notierte, die Sängerin sang „ihre Ballade mit sehr viel Inbrunst und in fein mit den Chorsängerinnen abgestimmten Melodieschlenkern“. Die überraschende Qualifikation aus dem Halbfinale des ESC sei auch auf die albanische Diaspora zurückzuführen.